# Dejanira quadripunctata
Dejanira é um gênero de coleóptero da tribo Dejanirini (Cerambycinae); compreende uma única espécie, com distribuição restrita à Java.

## Sistemática
- Ordem Coleoptera
  - Subordem Polyphaga
    - Infraordem Cucujiformia
      - Superfamília Chrysomeloidea
        - Família Cerambycidae
          - Subfamília Cerambycinae
            - Tribo Dejanirini
              - Gênero Dejanira Thomson, 1864
                - Dejanira quadripunctata Thomson, 1864